# Isabelle-Claire d'Autriche
Ne doit pas être confondu avec Isabelle-Claire-Eugénie d'Autriche.
Isabelle-Claire d'Autriche (née le 12 août 1629 à Innsbruck et décédée le 24 février 1685 à Mantoue) est la fille de Léopold V d'Autriche-Tyrol et de Claude de Médicis. Elle est membre de la maison de Habsbourg et archiduchesse d'Autriche.

## Biographie

### Enfance et éducation
Isabelle est la troisième enfant de Léopold V d'Autriche-Tyrol et de Claude de Médicis. Parmi ses frères et sœurs, on note l'archiduc d'Autriche antérieure Ferdinand-Charles d'Autriche, l'archiduc d'Autriche Sigismond-François d'Autriche et Marie-Léopoldine d'Autriche, épouse de l'empereur Ferdinand III.
Ses grands-parents paternels sont Charles II d'Autriche et sa femme et nièce Marie-Anne de Bavière. Ses grands-parents maternels sont le grand-duc de Toscane Ferdinand Ier de Médicis et son épouse Christine de Lorraine.

### Mariage

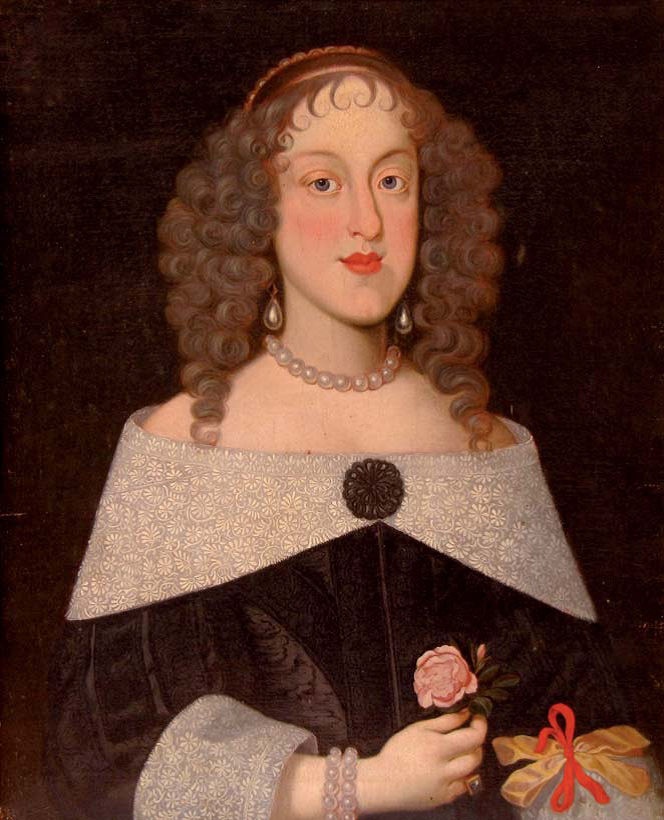
Isabelle-Claire d'Autriche

Isabelle épouse le 7 novembre 1649 Charles II de Mantoue, duc de Mantoue, de Montferrat, de Nevers et de Rethel. 
Ce mariage a pour but de créer une alliance entre les familles Gonzague et Habsbourg — c'est pour la même raison que l'empereur Ferdinand III épousa Éléonore de Nevers-Mantoue, la sœur de Charles.
Grâce à cette alliance, Charles peut chasser les troupes françaises qui occupent Casale, puis convenir avec Louis XIV de l'appartenance de Montferrat à la famille Gonzague plutôt qu'à l'Espagne.
Charles entretient une liaison avec Marguerite della Rovere et néglige quelque peu Isabelle. Ils ont un seul enfant, Charles Ferdinand (1652-1708).

### Veuvage
Charles II meurt prématurément le 14 août 1665. Isabelle assume la régence au nom de son fils de treize ans, conseillée dans les problèmes gouvernementaux par le comte Charles Bulgarini, un noble d'origine juive avec qui Isabelle a une longue relation amoureuse.
Charles atteint la majorité en 1670, mettant ainsi fin à la régence de sa mère. Sur les conseils de celle-ci, il épouse Anne-Isabelle de Guastalla. Isabelle se retire dans le palais de Goito. Le 16 décembre 1671, par ordre de l'empereur, elle entre au couvent où elle restera jusqu'à la fin de sa vie. Elle meurt en 1685.